# Кузюмово
Кузю́мово (удм. Кузьымгурт, рос. Кузюмово) — присілок у складі Алнаського району Удмуртії, Росія.

## Населення
Населення — 391 особа (2010; 444 в 2002).
Національний склад станом на 2002 рік:
- удмурти — 98 %

## Видатні уродженці
- Разін Альберт Олексійович — удмуртський науковець та громадський діяч.

## Урбаноніми[3]
- вулиці — Азіна, Джерельна, Зарічна, Квіткова, Колгоспна, Молодіжна, Нижня, Садова, Ставкова, Тополина, Центральна
- провулки — Набережний, Шкільний